# 貝希勒斯巴赫河
50°1′10″N 9°23′28″E / 50.01944°N 9.39111°E

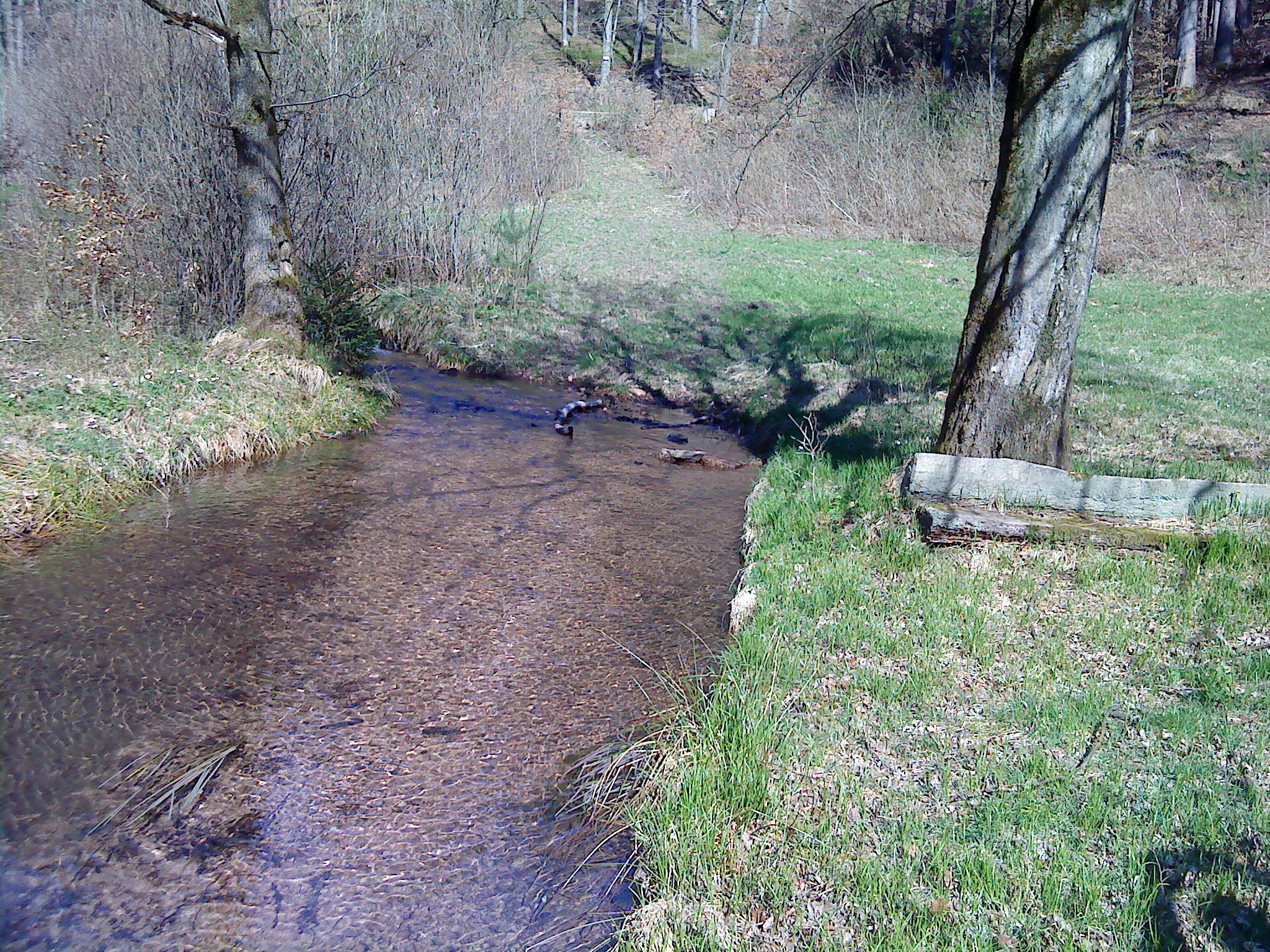

貝希勒斯巴赫河（德語：Bächlesbach），是德國的河流，位於該國東南部，由巴伐利亞負責管轄，屬於洛爾巴赫河的左支流，河道全長2公里，流域面積4.7平方公里，發源自海根布呂肯。